# Rhopalosoma nearcticum
Rhopalosoma nearcticum är en stekelart som beskrevs av Charles Thomas Brues. Rhopalosoma nearcticum ingår i släktet Rhopalosoma och familjen Rhopalosomatidae. Inga underarter finns listade i Catalogue of Life.